# Adenet le Roi
Adenet le Roi est un ménestrel et poète wallon né vers 1240 dans le Brabant wallon, ou dans la région namuroise, et mort vers 1300.

## Biographie
Il est aussi connu sous les noms de Roi Adam, Li Rois Adenes, Adan le Menestrel ou Adam Rex Menestrallus.
Il fut au service de Guy de Dampierre à partir de 1268. Il fut attaché à la cour des comtes de Flandre et des ducs de Brabant, puis à celle de Philippe le Hardi, roi de France (époux en 1274 et en 2° noces de Marie de Brabant). Il est auteur de trois chansons de geste en laisses d'alexandrins, et d'un roman de chevalerie en vers :
- Bueves de Commarchis (Beuve de Commarchis) est une chanson de geste appartenant au cycle dit "de Guillaume d'Orange", et la réécriture d'une chanson plus ancienne.
- L'Enfance d'Ogier le Danois 1270 est également une chanson de geste, reprenant la première partie de La Chevalerie Ogier de Danemarche et narrant les exploits de jeunesse d'Ogier le Danois.
- Li roumans de Berte aus grans piés ; autre chanson de geste relatant l'histoire légendaire de Bertrade de Laon, chassée de la cour du roi Pépin le Bref, son époux, par les ruses d'une usurpatrice.
- Cléomadès. Ce dernier ouvrage, mis en prose par Philippe Camus a été plusieurs fois imprimé. Il s'agit d'un roman de chevalerie, rédigé en vers octosyllabiques à rimes plates.

## Acrostiche
Acrostiche d'Adenet le Roi intitulé "La Roysne de France Marie et Madame Blanche".
Les deux personnages sont : La reine de France Marie de Brabant (1254-1321) épouse du roi Philippe III le Hardi et Blanche de France (1253-1320) fille de Saint-Louis.
Les dames qui ce me contèrent

Afaire ceſt livre monstrèrent

Royaurnent leur humilité.

Or me doinst Diex que à leur gré

Yaie ma paine emploié.

Se li pri qu'il m'y aie;

Nommer les vueil, qu'en couvent l'ai,

En celt livre, & je le ferai.

Dont me convient bien aviser

En ce que l'en ne puist trouver

Fourme ne voie qui enseigne

Riens nule qui leur nons enſeigne

A ceux qui querre les voudront,

Ne dons riens jà n'en trouveront

Chose escripte, n'en ai pas soigne,

En quoi l'on me truist en mençoigne

Mès en vérité le plaisant.

Ace fait bon estre entendant,

Riens ne vaut choſe mençoinable :

Ie me tiens à la véritable.

E Diex! donnez-moi sens par quoi

Nommer les puisse si com doi,

Maintenant, se Diex me conssaut,

Ai nommée une qui mulit vaut,

Dont me convient l'autre nommer.

A Diex! tant parfont à amer,

Mult est chescune bonne & sage

En fais, en dis & en usage

Bien doivent à Dieu obéir

Liement, & cuer & cors offrir.

A dès mouteplieront en bien ;

Ne croi qu'en ele faille rien.

Cel don leur donna Diex sans doute :

Haïr leur sist mauvestié toute.

En leur cuers mist, ainssi le croy,

Amours pour lui amer en foy.

Nommées les ai, ce sachiez :

Ne cuit pas qu'entendu l'aiez,

Ne je ne quier ne ne l' voudroie.

## Édition de référence
- Adenet le Roi, Berte aus grans piés, éd. par Albert Henry, Genève, 1982 (TLF, 305).

## Publications
- Girard d'Amiens, Adenet le Roi, Meliacin ou le Cheval de fust, BnF ms. français 1589, 1285 (lire en ligne)
- Li roumans de Cléomadès, publié pour la première fois d'après un manuscrit de la Bibliothèque de l'Arsenal à Paris par André Van Hasselt, Bruxelles, Victor Devaux et Cie, 1865-1866 tome 1, tome 2
- Les enfances Ogier, poème publié pour la première fois d'après un manuscrit de la Bibliothèque de l'Arsenal et annoté par M. Auguste Scheler, Bruxelles, Closson & Ce, 1874 (lire en ligne)
- Li roumans de Berte aus grans piés, poème publié d'après le manuscrit de la Bibliothèque de l'Arsenal, avec notes et variantes par M. Auguste Scheler, Bruxelles, M. Closson et Cie, 1874 (lire en ligne)